# Orfeo desolatus
Orfeo desolatus là một loài nhện trong họ Linyphiidae.
Loài này thuộc chi Orfeo. Orfeo desolatus được Eugen von Keyserling miêu tả năm 1886.